# IFixit
iFixit é uma empresa privada em San Luis Obispo, Califórnia. Fundada em 2003 como resultado de Kyle Wiens não ter encontrado um manual de reparo do Apple iBook G3 enquanto os fundadoresestavam frequentando a Cal Poly, a empresa vende peças de reparo e publica guias wiki de reparo on-line para dispositivos eletrônicos e gadgets em seu site. A empresa também realiza desmontagens de aparelhos.

## Modelo de negócios

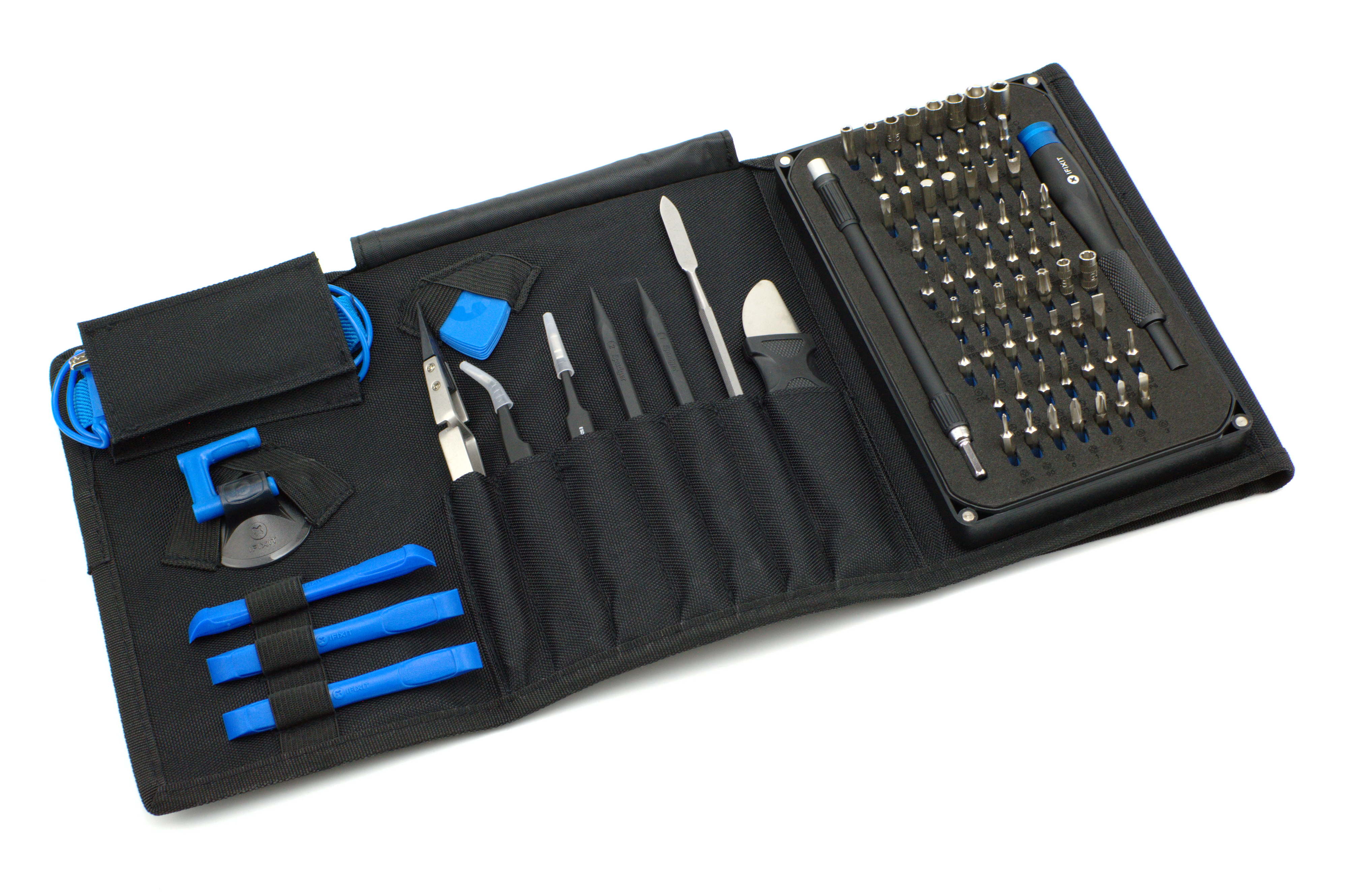
Toolkit iFixit para raparo de smartphones

A iFixit divulgou a desmontagem de novos produtos da Apple, que fornecia publicidade para as vendas de peças e equipamentos da empresa. Essas desmontagens foram assunto de matérias da extinta PC World, do Mac Observer, NetworkWorld e outras publicações.
O co-fundador Kyle Wiens disse que pretende reduzir o lixo eletrônico, ensinando as pessoas a reparar seus próprios eletrônicos, e oferecendo ferramentas, peças e um fórum para discutir os reparos. Em 2011, ele viajou pela África com a equipe de um documentário.
O iFixit fornece uma plataforma de software como serviço conhecida como Dozuki, para permitir que outros usem a estrutura de documentação do iFixit para produzir sua própria documentação. As revistas Make e Craft, ambas da O'Reilly Media, usam o Dozuki.
Em Setembro de 2015, a Apple removeu o aplicativo iFixit da App Store em reação à publicação da empresa de uma desmontagem de uma versão de pré-lançamento do desenvolvedor da Apple TV (4ª geração) obtida sob o Programa de Desenvolvedores da Apple, violando um Acordo de não divulgação assinado, e assim, sua conta de desenvolvedor foi suspensa. Em resposta, a iFixit diz que trabalhou na melhoria de seu site móvel para que os usuários acessem seus serviços através de um navegador móvel.[carece de fontes?]
Em 3 de Abril de 2014, a iFixit anunciou uma parceria com a Fairphone.

## Ligações Externas
- «Página oficial»
- IFixit no Google Play